# Mryn
Mryn (ukrainisch Мрин; russisch Мрин Mrin, polnisch Mryn) ist ein Dorf in der ukrainischen Oblast Tschernihiw mit etwa 1870 Einwohnern (2016) und einer Fläche von 5,38 km².

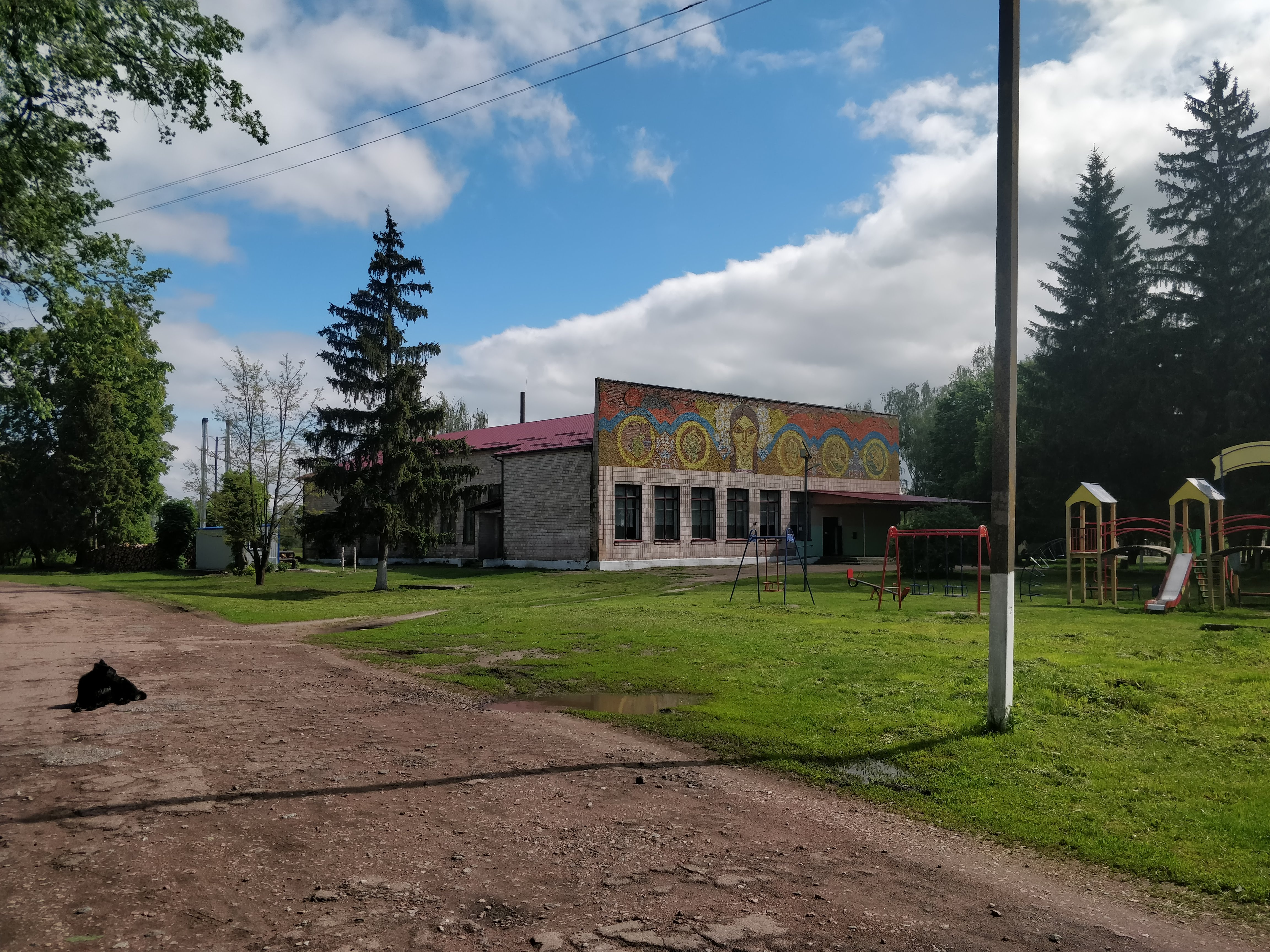
Blick ins Ortszentrum

Das Ende des 16. Jahrhunderts gegründete und Anfang des 17. Jahrhunderts erstmals schriftlich erwähnte Dorf erhielt am 25. Mai 1647 das Magdeburger Recht.
Bei Mryn liegt in einer Tiefe von mehr als 400 Metern der mit Abstand größte Gasspeicher Europas. Die Ukrtransgaz SE speist jedes Jahr 1,5 Milliarden Kubikmeter Erdgas in den natürlichen Hohlraum mit einer Kapazität von 14 × 6,5 km ein.

## Geografische Lage
Die Ortschaft liegt auf einer Höhe von 117 m am Ufer der Oster (Остер), einem 199 km langen Nebenfluss der Desna im Norden des Rajon Nossiwka, 16 km nördlich vom Rajonzentrum Nossiwka und 63 km südlich vom Oblastzentrum Tschernihiw. Die Stadt Nischyn befindet sich 25 km östlich von Mryn.
Durch das Dorf verläuft die Territorialstraße T–25–25 und im Norden der Gemeinde verläuft die Fernstraße M 02 / E 101.

## Verwaltungsgliederung
Am 4. August 2016 wurde das Dorf zum Zentrum der neugegründeten Landgemeinde Mryn (Мринська сільська громада/Mrynska silska hromada). Zu dieser zählen auch die 6 in der untenstehenden Tabelle aufgelisteten Dörfer, bis dahin bildete es die gleichnamige Landratsgemeinde Mryn (Мринська сільська рада/Mrynska silska rada) im Norden des Rajons Nossiwka.
Am 17. Juli 2020 kam es im Zuge einer großen Rajonsreform zum Anschluss des Rajonsgebietes an den Rajon Nischyn.
Folgende Orte sind neben dem Hauptort Mryn Teil der Gemeinde:
| Name                     | Name       | Name                    |
| ukrainisch transkribiert | ukrainisch | russisch                |
| ------------------------ | ---------- | ----------------------- |
| Chotyniwka               | Хотинівка  | Хотиновка (Chotinowka)  |
| Kysseliwka               | Киселівка  | Киселёвка (Kisseljowka) |
| Lychatschiw              | Лихачів    | Лукашовка (Lukaschowka) |
| Ploske                   | Плоске     | Плоское (Ploskoje)      |
| Rosdolne                 | Роздольне  | Раздольное (Rasdolnoje) |
| Selyschtsche             | Селище     | Селище (Selischtsche)   |

## Söhne und Töchter der Ortschaft
- Olha Holodna (* 1991), Kugelstoßerin